# Municipio de Bertha
El municipio de Bertha (en inglés: Bertha Township) es un municipio ubicado en el condado de Todd en el estado estadounidense de Minnesota. En el año 2010 tenía una población de 408 habitantes y una densidad poblacional de 4,45 personas por km².

## Geografía
El municipio de Bertha se encuentra ubicado en las coordenadas 46°14′14″N 95°5′3″O / 46.23722, -95.08417. Según la Oficina del Censo de los Estados Unidos, el municipio tiene una superficie total de 91.71 km², de la cual 91,71 km² corresponden a tierra firme y (0 %) 0 km² es agua.

## Demografía
Según el censo de 2010, había 408 personas residiendo en el municipio de Bertha. La densidad de población era de 4,45 hab./km². De los 408 habitantes, el municipio de Bertha estaba compuesto por el 92,89 % blancos, el 3,19 % eran asiáticos, el 1,23 % eran de otras razas y el 2,7 % eran de una mezcla de razas. Del total de la población el 3,19 % eran hispanos o latinos de cualquier raza.